# Test de Conconi
 (janvier 2023).
Si vous disposez d'ouvrages ou d'articles de référence ou si vous connaissez des sites web de qualité traitant du thème abordé ici, merci de compléter l'article en donnant les références utiles à sa vérifiabilité et en les liant à la section « Notes et références ».
Le test progressif de Conconi, mis au point par le Dr Francesco Conconi, est utilisé pour mesurer la vitesse maximale aérobie (VMA).
Il se pratique sur une piste d'athlétisme de 400 mètres étalonnée tous les 50 mètres avec des cônes de balisage et permet de déterminer la valeur du seuil d'accumulation des lactates (égale au seuil anaérobie).
Le sujet parcourt 8 à 12 fois les 400 m à une vitesse initiale de 8 km/h en augmentant sa vitesse de 0,5 km/h tous les 200 m. Le sujet est équipé d'un cardio-fréquencemètre dont on relève la valeur dans les 50 derniers mètres de chaque palier de 200 m.
On reporte alors sur un graphique la courbe de la fréquence cardiaque en fonction de la vitesse. Le seuil d'accumulation des lactates correspond au point d'inflexion de la courbe.
Cependant la corrélation n'est pas clairement établie entre les résultats du test de Conconi et les taux de lactates, et ce test ne peut être utilisé qu'avec certaines réserves.